# Пшегроди (Келецький повіт)
Пшегроди (пол. Przegrody) — село в Польщі, у гміні Лопушно Келецького повіту Свентокшиського воєводства.
Населення — 110 осіб (2011).
У 1975-1998 роках село належало до Келецького воєводства.

## Демографія
Демографічна структура на день 31 березня 2011 року:
|          | Загалом | Допрацездатний вік | Працездатний вік | Постпрацездатний вік |
| -------- | ------- | ------------------ | ---------------- | -------------------- |
| Чоловіки | 55      | 13                 | 37               | 5                    |
| Жінки    | 55      | 17                 | 27               | 11                   |
| Разом    | 110     | 30                 | 64               | 16                   |